# Mesochorus postfurcalis
Mesochorus postfurcalis là một loài tò vò trong họ Ichneumonidae.